# Sporobolus acuminatus
Sporobolus acuminatus är en gräsart som först beskrevs av Carl Bernhard von Trinius, och fick sitt nu gällande namn av Eduard Hackel. Sporobolus acuminatus ingår i släktet droppgräs, och familjen gräs. Inga underarter finns listade i Catalogue of Life.